# Juegos Mundiales de Verano de Olimpiadas Especiales 2027
Los Juegos Mundiales de Verano de Olimpiadas Especiales 2027, oficialmente conocidos como XVII Juegos Mundiales Olímpicos Especiales o Juegos Mundiales de Olimpiadas Especiales Santiago 2027, serán los 17º Juegos Olímpicos Especiales de verano del 18 al 30 de agosto de 2027. Se celebrará en Santiago, Chile, y será la primera vez en los 55 años de historia de la organización que unos Juegos Mundiales se llevarán a cabo en el hemisferio sur. También será el primero en América Latina y en un país de habla hispana.
Alrededor de 6.000 atletas y socios unificados de más de 170 países competirán en 22 deportes, con el apoyo de 2.000 entrenadores y miles de voluntarios.

## Sede

### Sede elegida
- Chile

- Santiago

Tras el éxito de los Juegos Panamericanos de 2023, el presidente de Chile Gabriel Boric anunció que el gobierno chileno postulará para albergar los Juegos Mundiales de Verano de Olimpiadas Especiales de 2027. El 24 de abril de 2024 se confirmó que Santiago será la sede de los juegos. Esta será la primera vez que los Juegos Mundiales de Olimpiadas Especiales (verano o invierno) se llevarán a cabo en el hemisferio sur, y sólo los sextos Juegos Mundiales de Verano de Olimpiadas Especiales fuera de los Estados Unidos.